# پیتر بیلیش
پیتر بیلیش، با نام مستعار «انگشت کوچک»، یک شخصیت داستانی ایجاد شده توسط نویسنده آمریکایی جرج آر. آر. مارتین است. پیتر بیلیش نقش عمده‌ای در رمان ترانه یخ و آتش ایفا می‌کند. از نقاط برجسته نقش وی در سرزمین وستروس می‌توان به سقوط ند استارک و خیانت به او و مرگ جان ارن و پادشاه جافری، و جنگ پنج پادشاهان اشاره کرد. وی فردی بسیار زیرک و باهوش در مقر فرمانروایی است؛ و همچنین عضو شورای دربار وستروس می‌باشد.

## توضیحات شخصیت

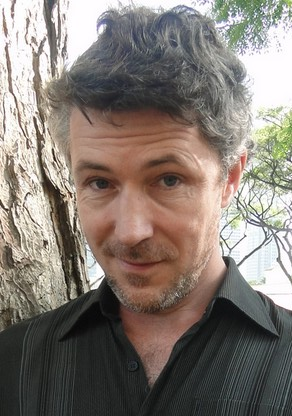
آیدان گیلن، بازیگر شخصیت پیتر بلیش

لرد پیتر بِیلیش ملقب به «لیتل فینگر» (یعنی انگشت کوچک) ارباب سکه یا خزانه دارِ «شورای کوچک» شاه رابرت براتیون است. او با کتلین تالی بزرگ شده‌است و به او علاقه‌مند است. پیتر با آگاهی از امور جاری دستگاه حاکمهٔ هفت اقلیم پادشاهی به لطف خبرچین‌هایش، بر اخبار دربار کنترل دارد. درحالی که پیتر وانمود می‌کند که هم پیمان ند استارک است ولی پنهانی از ند به خاطر ازدواج با کتلین بیزار است. به همین دلیل هنگام تلاش ند استارک برای بازداشت سرسی و جافری به ند خیانت می‌کند. با وجود این او قصد دارد تخت آهنین را برای مجازات اشراف قدرتمندی که به او با دیدهٔ تحقیر می‌نگرند، تصاحب کند. در طول فصل دوم او کتلین را متقاعد می‌کند تا جیمی را برای مبادله با دخترهایش آزاد کند. پیتر پیمانی بین خاندان لنیستر و خاندان تایرل برقرار می‌کند. سپس او برای نجات شهر همراه سپاه تایرل به موقع به مقر فرمانروایی می‌رسد. به پاس تلاش‌هایش فرمانروایی «هارنهال» به او داده می‌شود.